# یواس‌اس فاراگات (دی‌دی‌جی-۳۷)
یواس‌اس فاراگات (دی‌دی‌جی-۳۷) (به انگلیسی: USS Farragut (DDG-37)) یک کشتی بود که طول آن ۵۱۲٫۵ فوت (۱۵۶٫۲ متر) بود. این کشتی در سال ۱۹۵۸ ساخته شد.